# Съезд европейских монархов в Луцке

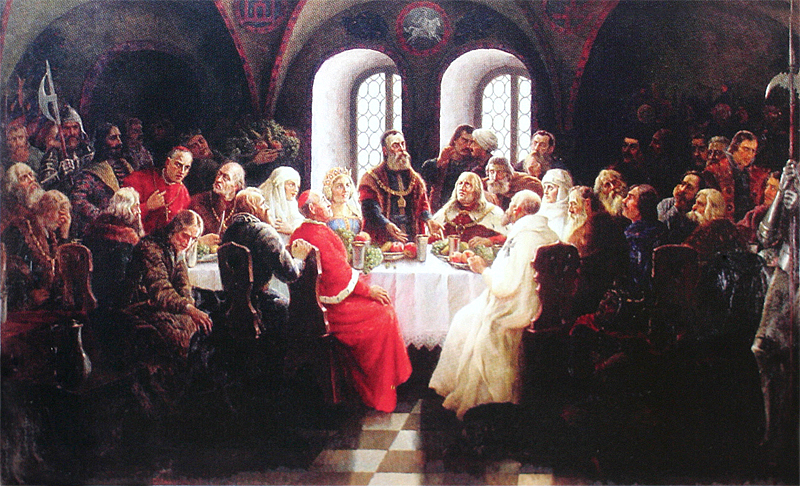
«Витовт Великий на конгрессе в Луцке». Й. Мацкявичюс, 1934

Съезд европейских монархов в Луцке состоялся в 1429 году в замке Любарта. Его целью было решение политических и экономических вопросов государств центрально-восточной Европы.

## Предпосылки для съезда
Кревская уния предусматривала объединение Великого княжества Литовского и Королевства Польского на условиях личной унии. Фактически это означало инкорпорирование Литвы в состав Польши. Тем не менее, в результате гражданской войны 1389—1392 годов великим князем литовским стал Витовт, проводивший самостоятельную внутреннюю и внешнюю политику, но всё равно вынужденный признавать сюзеренитет короля польского и верховного князя Литвы Ягайло. Неоднократные попытки Витовта избавиться от вассалитета не приносили успеха.
Император Священной Римской Империи, король венгерский, немецкий и чешский Сигизмунд поощрял Витовта к обретению подлинной независимости, предложив тому принять королевскую корону и сравняться тем самым с Ягайло. Император хотел полностью отделить Литву от Польши, чтобы ослабить влияние последней на венгров и пруссов, так как Сигизмунд имел там свои интересы. В дальнейшем он хотел создать союз между литовцами, венграми и немцами против польского государства. Вопрос о коронации Витовта и создания отдельного литовско-русского королевства должен был решиться в Луцке. Кроме того, были нерешёнными многие сложные политические, оборонные и экономические вопросы, которые назрели в то время в Центральной и Восточной Европе. Сделав Луцк южной столицей Литвы, Витовт решил провести съезд именно здесь. Поэтому монархи съехались в Луцк и каждый пытался решить свои и общие проблемы.

## Съезд
В начале января 1429 года гости начали съезжаться в город. Для их размещения были приготовлены дворы и дома не только в Луцке, но и его окрестностях. Были заготовлены сотни бочек вина и пива, стада лосей, зубров, диких кабанов, домашние волы, бараны, золотые и серебряные столовые приборы. Всего в Луцк прибыли 15 тысяч человек, что превышало население города в несколько раз.

### Стороны съезда и представители
- Хозяевами были Витовт с литовскими и русскими княжескими родами: Гольшанских, Сангушек, Четвертинских, Чарторыйских, Острожских, Друцких, Курцевичей, шляхетский род Кердеев, а также луцкие католический, православный, армянский епископы, еврейское духовенство.

В Луцк прибыли представители следующих государств:
- Королевство Польское. Король Владислав II Ягайло, краковский епископ Збигнев Олесницкий, Ян Тарновский, воевода краковский, сенатор Войцех Ястшембец, представители семей Михаловских, Остророга, Самотульских, князь легницкий (вассал чешского короля), воевода брест-куявский, герцог поморский.

- Священная Римская империя, Венгрия. Будущий император и король римский, чешский, венгерский Сигизмунд с женой Барбарой, немецкие, чешские рода, венгерские, хорватские, австрийские паны, много дворян, прислуги, вооружённой стражи.
- Датское королевство. Король датский и шведский Эрик VII.
- Ливонский Орден. Магистр Ордена Зигфрид Ландер фон Шпонхейм со своими рыцарями.[уточнить]
- Тевтонский Орден. Командор Балге.
- Папа Римский Мартин V прислал посланника легата Андрея Доминикана.
- Византийская империя. Представители императора Иоанна VIII.
- Великое княжество Московское. Великий князь Василий II Васильевич, митрополит Фотий.
- Великое княжество Рязанское. Великий князь Иван Фёдорович.
- Великое княжество Тверское. Великий князь Борис Александрович.
- Одоевское княжество. Князь Юрий Романович.

а также татарские ханы Перекопской, Донской, Волжской орд.
Сначала в Луцк прибыла польская делегация, впоследствии другие. Римский король опоздал и прибыл в Луцк только в 20-х числах января. Его встреча была особенно пышной. Далеко за город выехали хозяева во главе с Витовтом и Ягайло и представители русской, латинской, армянской, еврейской, караимской общин Луцка. После торжественной встречи процессия двинулась к самому городу. Навстречу выходили многие жители из сёл, сами лучане и уже прибывшие гости съезда. Процессия имела определённое значение презентации, где каждый правитель пытался показать своё представительство как можно пышнее, ценнее, богаче. Всё происходило под звуки колоколов церквей и костёлов, труб, барабанов, сурм. По прибытии в замок великий князь устроил ещё один приём с королевским почестями. Тогдашний польский историк Ян Длугош так описывал начало съезда:

… Король римский и венгерский Зигмунт прибыл на тот съезд позже. Он однако прислал заранее послов, чтобы это как-то оправдало его запоздалое прибытие. Чтобы не терять времени на остановку в Луцке, король Владислав отправился из Луцка охотиться на угодья между Луцком и Житомиром и пробыл там несколько дней, пока ему не доложили о прибытии в Луцк короля римского Зигмунта. … Вышли на встречу на расстояние одной мили князь Витольд со своей свитой панов, а после его приезда король польский Владислав вошел в карету, в которой ехала королева римская Барбара, и въехал в Луцк. Затем с князем Витольдом спешил на коне король римский Зигмунт, у которого был епископ краковский Збигнев, а тем временем трубы и другие различные инструменты звучали мощно.
Так что пока не начались дипломатические переговоры, гости развлекались, пировали. Ежедневно потреблялось 700 бочек меда, вина, мальвазии и других напитков, 700 волов, 1400 баранов, сотни лосей, диких кабанов, а также другие блюда. В перерывах между дискуссиями гости проводили время в различных забавах, рыцарских турнирах, охотах. Шут Витовта Генне (позже выяснилось, что он был агентом Сигизмунда и шпионил в его пользу) развлекал гостей. Дипломатические заседания проходили в княжеском дворце, который находился в Верхнем замке Луцка.

### Проблемы, которые решались на съезде
Обсуждаемые участниками вопросы касались политического, экономического, военного и религиозного аспектов жизни Европы.
- Валашский вопрос. Венгры, турки и поляки претендовали на земли Молдавии. В борьбе с турками Молдавия по соглашению 1412 года должна была выступать на стороне Сигизмунда. Но она не выполняла обязательства. Сигизмунд за это предлагал разделить этот край между Польшей и Венгрией.
- Коронование Витовта. Чтобы отвлечь амбиции Витовта на Чешское королевство, и чтобы ослабить Польшу, Сигизмунд издавна подстрекал Витовта на Литовское королевство. Витовт также этого хотел, но активными противниками литовско-русского королевства были поляки, которые руководствовались тем, что литовцы не имеют права пренебрегать униатскими обязательствами. Вопрос коронации отложили на следующий съезд в Вильно.
- Создание антитурецкой коалиции. Монархи, которые имели свои интересы на Балканах или вблизи Дуная, были обеспокоены турецкой угрозой. Хотя отношения Порты и Византии изредка складывались мирно, результат османо-венецианской войны 1423—1430 годов в пользу турок и турецкая осада Царьграда 1422 года не давали повода для надежды на мирное будущее. Венгерский и немецкий король выступил с предложением к Литве и Польше войти в антитурецкую коалицию, на что поляки ответили своим нежеланием подвергаться большой опасности, пока коалиции не сформирует большое количество европейских государств.
- Ганзейский вопрос. Датский король Эрик был особенно заинтересован в том, чтобы урегулировать отношения с городами Немецкой Ганзы. Извечные столкновения между ними и Данией истощали королевство. Обсуждались вопросы об урегулировании отношений с городами Ганзы.
- Религиозные вопросы. На съезд выносился вопрос об унии католической и православной церквей. Витовт стремился иметь в княжестве самостоятельную церковную организацию, кроме того, унию поддерживал римский король и папские послы. Однако духовенство отказалось даже вступать в дискуссию, в итоге дело закончилось ничем. Обсуждались на фоне вопроса о расколе католической церкви и деятельность гуситов в Чехии.

Кроме того, обсуждался ряд вопросов о выработке правил торговли, о налогах, о судоходстве по Балтике.
Основной вопрос (коронация Витовта), на успешное решение которого надеялись Сигизмунд и Витовт, был сорван поляками. Выразив свой протест, польская делегация покинула Луцк. Всё же коронацию Витовта запланировали на август следующего года. Из-за противодействия поляков событие перенесли на сентябрь 1430. Коронационные акты были подготовлены в канцелярии Сигизмунда. Литва провозглашалась королевством на вечные времена. Однако из-за препятствия со стороны поляков, которые перекрыли путь и не пустили корону в Литву, торжественная коронация Витовта так и не состоялась.
Для тогдашнего Луцка как одного из главных городов ВКЛ съезд монархов был важным дипломатическим и историческим событием, который подчеркнул значимость города в развитии княжества и Королевства Польского. Но, учитывая большое количество разногласий и споров между участниками съезда, большого политического значения для Европы он не имел.